# Rastrococcus monachus
Rastrococcus monachus är en insektsart som beskrevs av Williams 1989. Rastrococcus monachus ingår i släktet Rastrococcus och familjen ullsköldlöss. Inga underarter finns listade i Catalogue of Life.